# 吳寅 (正德進士)
吳寅（1477年—？），字時正，山西振武衛軍籍，湖廣湘陰縣人，明朝政治人物。

## 生平
弘治十一年（1498年）戊午科山西鄉試第四十五名舉人。正德六年（1511年）中式辛未科會試第三十五名，登第二甲第二十八名進士。

## 家族
曾祖吳暄；祖父吳通；父吳勝，母邢氏。永感下。